# Быкова, Римма Александровна
Ри́мма Алекса́ндровна Бы́кова (5 мая 1926, Севастополь, СССР — 11 апреля 2008, Москва) — советская и российская актриса, режиссёр. Народная артистка РСФСР (1988).

## Биография
С 1944 по 1955 год — актриса Одесского театра Красной армии, Дагестанского русского драматического театра им. М. Горького, Русского драматического театра имени М. Лермонтова (г. Грозный), Сталинградского драматического театра.
С 1955 по 1965 год — актриса Театра имени Ленинского комсомола, Театра имени Ленсовета.
В 1965—1992 годах — ведущая актриса Московского драматического театра имени Станиславского.
С 1988 года актриса театра «Сфера».
Роли в театре имени Станиславского:
- Анна («Анна» по пьесе М.Ганиной),
- Пелагея Степановна (В. Г. Лесков. Моноспектакль «Стрепетова»),
- Роза («Улица Шолом-Алейхема, дом 40»)

Роли в театре «Сфера»:
- Мод («Гарольд и Мод»),
- Марфа Громова («Люди и страсти»),
- госпожа Демерморт («Приглашение в замок») и др.

В качестве режиссёра поставила спектакли:
- «Привидения», «Ода»,
- «Весь мир — театр…»,
- «Маленькие комедии»,
- монопьесу «Евгения Ивановна».

## Личная жизнь
- Первый муж — актёр Дагестанского русского драматического театра имени Максима Горького Ясинский.

- Состояла в браке с Иннокентием Смоктуновским (1950—1955).

- Третий муж — Виктор Григорьевич Лесков, художник театра и телевидения. Венчались 3 июля 1997 года в Храме Всех Святых бывшего Ново-Алексеевского монастыря (Москва). Похоронены на Кузьминском кладбище Москвы[1].

## Фильмография
- 1955 — Дело Румянцева — соседка Клавдии по палате (в титрах не указана)
- 1955 — Чужая родня — Машенька, машинистка МТС (в титрах не указана)
- 1971 — 1972 — День за днём (фильм-спектакль) — Марья Никитична Пронина
- 1976 — Дневной поезд — Елизавета Михайловна, мать Веры
- 1976 — Эти непослушные сыновья — Ермакова
- 1979 — Осенняя история — Ольга Денисовна, учительница литературы — главная роль
- 1980 — Клоун — Нора
- 1981 — Грибной дождь — Полина Викентьевна
- 1981 — Неравный бой — Тамара Тимофеевна Заварина
- 1987 — Под знаком Красного креста — Анастасия Ивановна
- 1987 — Улица Шолом-Алейхема, дом 40 (фильм-спектакль) — Роза

## Заслуги и награды
- 1960 — Заслуженная артистка РСФСР.
- 1988 — Народная артистка РСФСР.
- 2002 — Орден Почёта[2].